# Uncle Frank
Uncle Frank es una película de comedia dramática estadounidense de 2020 escrita, dirigida y coproducida por Alan Ball. La película es protagonizada por Paul Bettany y Sophia Lillis. Ambientada en la década de 1970, Uncle Frank es una película de carretera sobre un hombre gay que se enfrenta a su pasado.
Tuvo su estreno mundial en el Festival de Cine de Sundance el 25 de enero de 2020. Fue estrenada el 25 de noviembre de 2020 por Amazon Studios.

## Reparto
- Paul Bettany como Frank Bledsoe
  - Cole Doman como el joven Frank Bledsoe
- Sophia Lillis como Beth Bledsoe
- Peter Macdissi como Walid "Wally" Nadeem
- Steve Zahn como Mike Bledsoe
- Judy Greer como Kitty Bledsoe
- Margo Martindale como Mammaw Bledsoe
- Stephen Root como Daddy Mac
- Lois Smith como tía Butch
- Jane McNeill como Neva
- Burgess Jenkins como Beau
- Colton Ryan como Bruce
- Caity Brewer como Marsha
- Michael Perez como Sam Lassiter
- Zach Strum como Tee Dub

## Estreno
Tuvo su estreno mundial en el Festival de Cine de Sundance el 25 de enero de 2020. Poco después, Amazon Studios adquirió los derechos de distribución de la película. Fue estrenada el 25 de noviembre de 2020.

## Recepción
Uncle Frank recibió reseñas generalmente positivas de parte de la crítica y de la audiencia. En el sitio web especializado Rotten Tomatoes, la película posee una aprobación de 77%, basada en 123 reseñas, con una calificación de 6.8/10 y un consenso crítico que dice: «Uncle Frank descubre que el guionista y director Alan Ball sigue desenredando la dinámica familiar estadounidense moderna, con la ayuda del destacado trabajo de Paul Bettany y Sophia Lillis», mientras que de parte de la audiencia tiene una aprobación de 84%, basada en más de 500 votos, con una calificación de 4.0/5.
El sitio web Metacritic le dio a la película una puntuación de 58 de 100, basada en 21 reseñas, indicando "reseñas mixtas o promedio". En el sitio IMDb los usuarios le asignaron una calificación de 7.3/10, sobre la base de más de 22 000 votos, mientras que en la página web FilmAffinity la cinta tiene una calificación de 6.8/10, basada en 3656 votos.